# Chlebovník různolistý

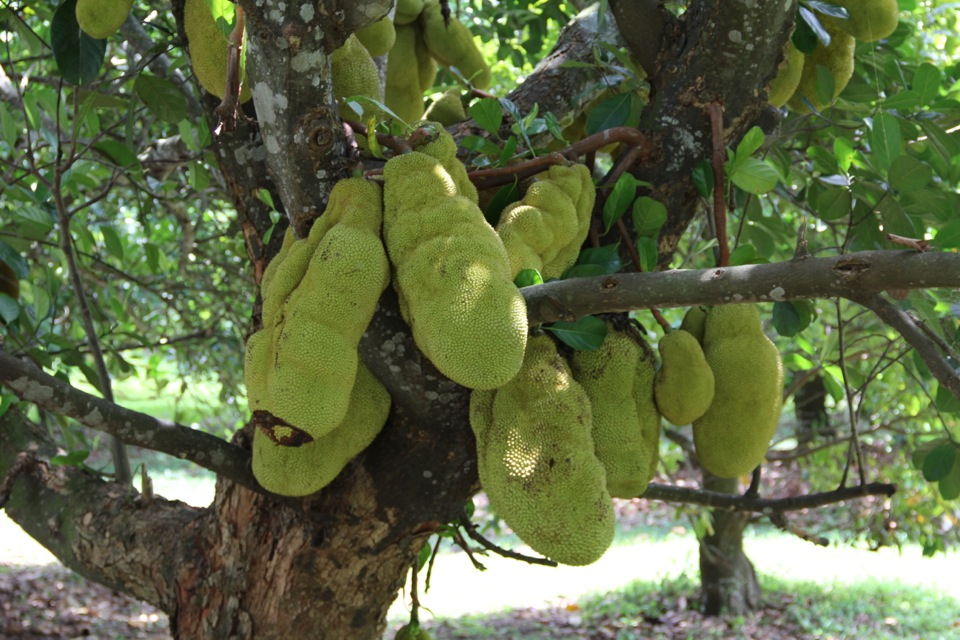
Plodící strom

Chlebovník různolistý (Artocarpus heterophyllus) je stálezelený, tropický strom pocházející z indického subkontinentu, pravděpodobně z oblasti Západního Ghátu, kde se pěstoval již před nejméně 3000 léty. Postupně se rozšířil do dalších zemí v jihovýchodní Asii a jako nová, užitková dřevina byl zaveden do tropických oblastí Afriky, Střední i Jižní Ameriky a také do severní Austrálie. Nejvíce jich roste v Indii, odhaduje se více než 100 000 jedinců, kde se tradičně využívá jeho chutné ovoce, kvalitní dřevo i lepivý latex.

## Ekologie
Roste na místech s vlhkým tropickým klimatem, obvykle v rozmezí od hladiny moře do nadmořské výšky 1600 m, kde bývají rovnoměrně rozložené roční srážky ve výši 1 000 až 2 400 mm a průměrná teplota 16 až 20 °C. Při pěstování na výše položených a chladnějších místech již obvykle plody nedozrávají a nehodí se k přímé konzumaci bez vaření, při omezené vláze bývá ovoce špatně vyvinuté. Hlavně v mladém věku je chlebovník různolistý velmi citlivý na pokles teploty k bodu mrazu a na sucho, starší stromy přežijí i krátkodobých -3 °C. Ve srovnání s ostatním chlebovníky je však odolnější. Vyžaduje slunné stanoviště a hlubokou hlinitou, písčitou nebo i částečně štěrkovitou půdu, která může být na živina chudá, je dobře odvodněná a má hodnou pH 5 až 7,5.
Jsou pěstovány mnohé kultivary, z nichž některé začínají plodit již ve věku tří let, jiné ale až v osmi. Do plné zralosti se plody po odkvětu vyvíjejí šest až osm měsíců, jako zelenina na vaření se mohou trhat již za tři až čtyři. Mladé stromy produkují asi čtyřikrát více samčích květů než samičích, tento poměr se s věkem snižuje na dvojnásobek. U mladších jedinců se plody většinou vyvíjejí na větvích, u starších na kmenech a někdy i na povrchových kořenech. V dobrých klimatických podmínkách plodí po celý rok, v místech s deštivou a suchou sezónou kvetou na závěr vlhkého období.
Květy jsou opylovány hmyzem a větrem. Hmyz létá hlavně na vonící samčí květy v nichž z prašníků uvolňuje pyl a ten je přenášen větrem i hmyzem na blizny samičích květů. Při ručním opylování se vyvine více plodů.

## Popis

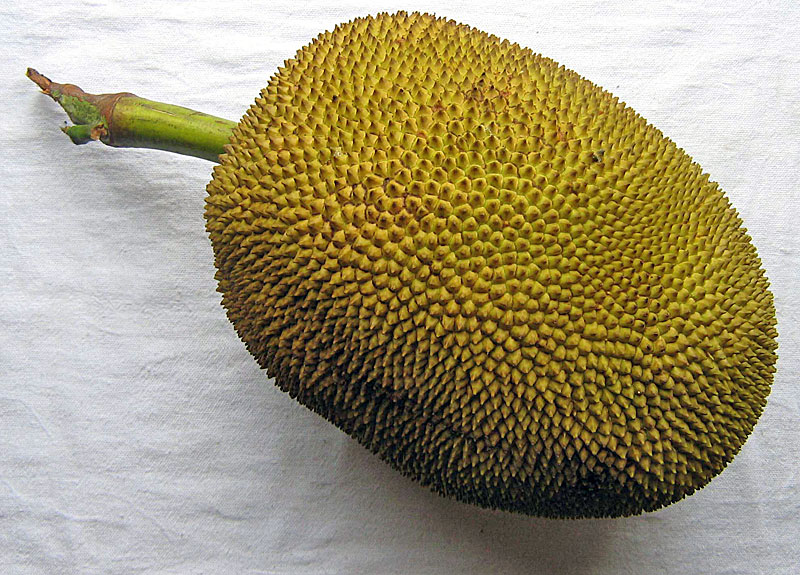
Plodenství

Stálezelený, jednodomý strom vysoký 10 až 25 m s korunou širokou 4 až 7 m a s dlouhými, hluboko sahajícími kořeny. Kmen mívá výčetní tloušťkou až 1,3 m a tlustou, hrubou, tmavě červeně hnědou kůru. Všechny části stromu vylučují při poranění bílý lepkavý latex. Listy vyrůstající ve spirále jsou kožovité, mají řapíky i opadavé palisty, jejich čepele jsou dlouhé 5 až 25 a široké 3 až 12 cm, bývají eliptické až obvejčité, na bázi klínovité a na vrcholu tupé i zašpičatělé. Lícní strana listů je tmavě zelená a lesklá, rubová bledě zelená s nápadnou střední žilkou a šesti až osmi páry žilek postranních. U mladších stromů bývají listy někdy třílaločně hluboce vykrajované a teprve u starších celokrajné, tzv. heterofylie, odtud jeho druhové jméno "různolistý".
Jednopohlavné květy jsou sestavené do mnohokvětých jednopohlavných květenství strboulů. Samčí květenství na stopkách jsou terminální nebo úžlabní, válcovitá či kyjovitá, až 8 cm dlouhá a 2,5 cm široká. Samičí květenství jsou eliptická a delší a tlustší než samčí a rostou na krátkých, tlustých brachyblastech vyrůstajících z kmene nebo hlavních větví, u starých stromů někdy rostou i z kořenů u báze kmene. Drobné květy mají trubkovitý kalich s nahoře laločnatě dělenými lístky dlouhými nejvýše 1,5 mm. V samčím květu je tyčinka s krátkou nitkou nesoucí eliptický prašník, samičí květ má jednodílný semeník zakončený bliznou.
To co bývá považováno za plod je ve skutečnosti plodenství (nepravý plod) vytvořeno 100 až 500 srostlými zdužnatělými okvětími. Plodenství je vejcovitého, řídce kulovitého nebo nepravidelného tvaru a má drsný povrch tvořený hrotitými výrůstky ze šestihranných políček, jeho slupka je v mládi žlutá a ve zralosti má zeleně žlutou až žlutavě hnědou barvu a páchne. Bývá 20 až 90 cm dlouhé, 15 až 50 cm tlusté a váží 5 až 20 kg, extrémně i 50 kg. Každé zdužnatělé okvětí ve zralosti obsahuje hnědé, úzce eliptické semeno o délce asi 3 cm ve žluté, šťavnaté dužině, vše je obaleno bílým, blanitým exokarpem.

## Pěstování
Obvykle bývá chlebovník různolistý množen semeny, kterým se po vyschnutí rychle zkracuje doba použití. Po předběžné namočení ve vodě klíčí za tři až osm týdnů. Na stanoviště se semenáče vysazují dřív než jim vyrostou čtyři lístky, později se špatně ujímají. Rostlina má ráda vlhko, pokud je pravidelně zalévána, roste rychleji. V případě nutnosti, například kvůli přesazování či přesunu, je možné nechat hlínu vyschnout, ovšem ne na dlouho. Semenáče jsou někdy očkovány nebo roubovány. Mladý jedinec roste velmi rychle (již ve třech až osmi letech začíná kvést a plodit), později růst značně zpomaluje.
Za účelem lepší ekonomie bývají pěstovány na plantážích, kde se v mládí chrání před plným sluncem a býložravými zvířaty. Za dobrý výnos se považuje průměrně 150 plodenství na jeden strom, některé nesou až 250. Plně vyspělý strom může dát až 500 plodenství, ovšem střední nebo malé velikosti. Mívá životnost asi 100 let, s věkem však výtěžnost klesá.

## Využití
Hlavní význam spočívá v produkci plodenství, která se konzumují jako plně zralá syrová, nebo nezralá uvařená. Zralé plodenství se rozdělí na dílky, ze kterých se po odstranění blanitého obalu vyjídá dužina s chutí a vůni po ananasu a banánu. Je to sezónní druh ovoce, jehož kvalita po dozrání rychle klesá, ze zralého se též vyrábějí džemy, želé nebo se používá do zmrzliny a různých nápojů, nakrájené na plátky se suší nebo se nechává zkvasit na silný alkohol. Poněkud nepříjemný je bílý, lepkavý latex, kterým je prosyceno i plodenství a prýští při jeho dělení na jednotlivé dílky, doporučuje se předem si potřít ruce kokosovým olejem. Oloupané nezralé ovoce rozkrájené na kousky se vaří v kokosovém mléce nebo ve slaných či jinak ochucených nálevech a konzumuje se jako zelenina nebo se suší pro další období. Latex se při vaření usazuje na hrnci. Syrová semena jsou nestravitelná, teprve po upražení nebo uvaření se stávají oblíbenou pochoutkou, jsou také považována za afrodisiakum. Dužina obsahují draslík, hořčík, mangan a železo, vitamín C, vitamín A a komplex vitamínů B. Semena jsou bohatá na škrob,bílkoviny a minerály.
Dřevo stromů mívá barvu od oranžové nebo žluté po hnědou až tmavě červenou. Je odolné proti termitům i houbovitým parazitům. Používá se jako stavební dřevo, k výrobě nábytku, lodních stožárů, různého nářadí i hudebních nástrojů, lze jej vyleštit do vysokého lesku.V minulosti se z něho v Indočíně stavěly chrámy. Krásně vybarvené kořeny starých stromů jsou velmi ceněné pro řezbářství a rámování obrazů. Z pilin a třísek z jádrového dřeva se získává sytě žluté barvivo pro barvení hedvábí a bavlněných látek na šaty buddhistických mnichů.
Latex sloužívá jako lep na ptáky nebo po zahřátí pro opravy porcelánového a hrnčířského zboží, utěsňují se jim vědra i díry v lodích. Používá se též k léčení kožních vředů a po pokousání hmyzem.
Stromy se využívají také jako stínící pro mladé rostliny areky, kávovníky, kardamovníky, pepřovníky a jiné. Také se sází okolo silnic a vodních toků, používají se i pro zalesnění vykácených ploch. Jako solitéry rostou i na pastvinách, kde poskytují stín a nízko visící větve a spadané plody žere pasoucí se dobytek. V lesním národním parku Tijuca v Brazílii je chlebovník různolistý dokonce považován za invazní druh.

## Galerie

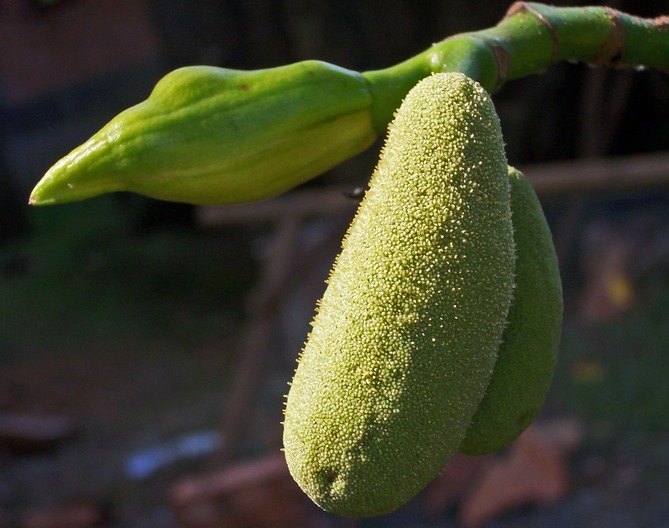
Samčí květenství
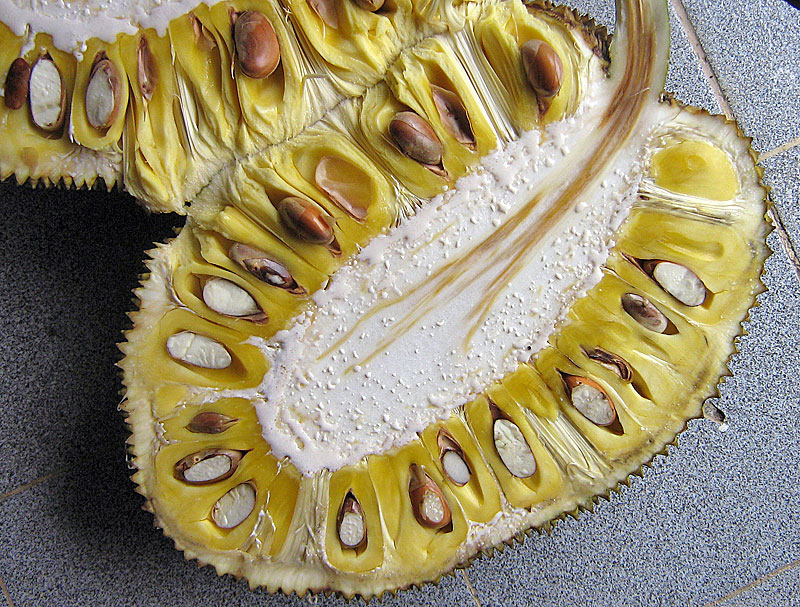
Podélně rozkrojené plodenství
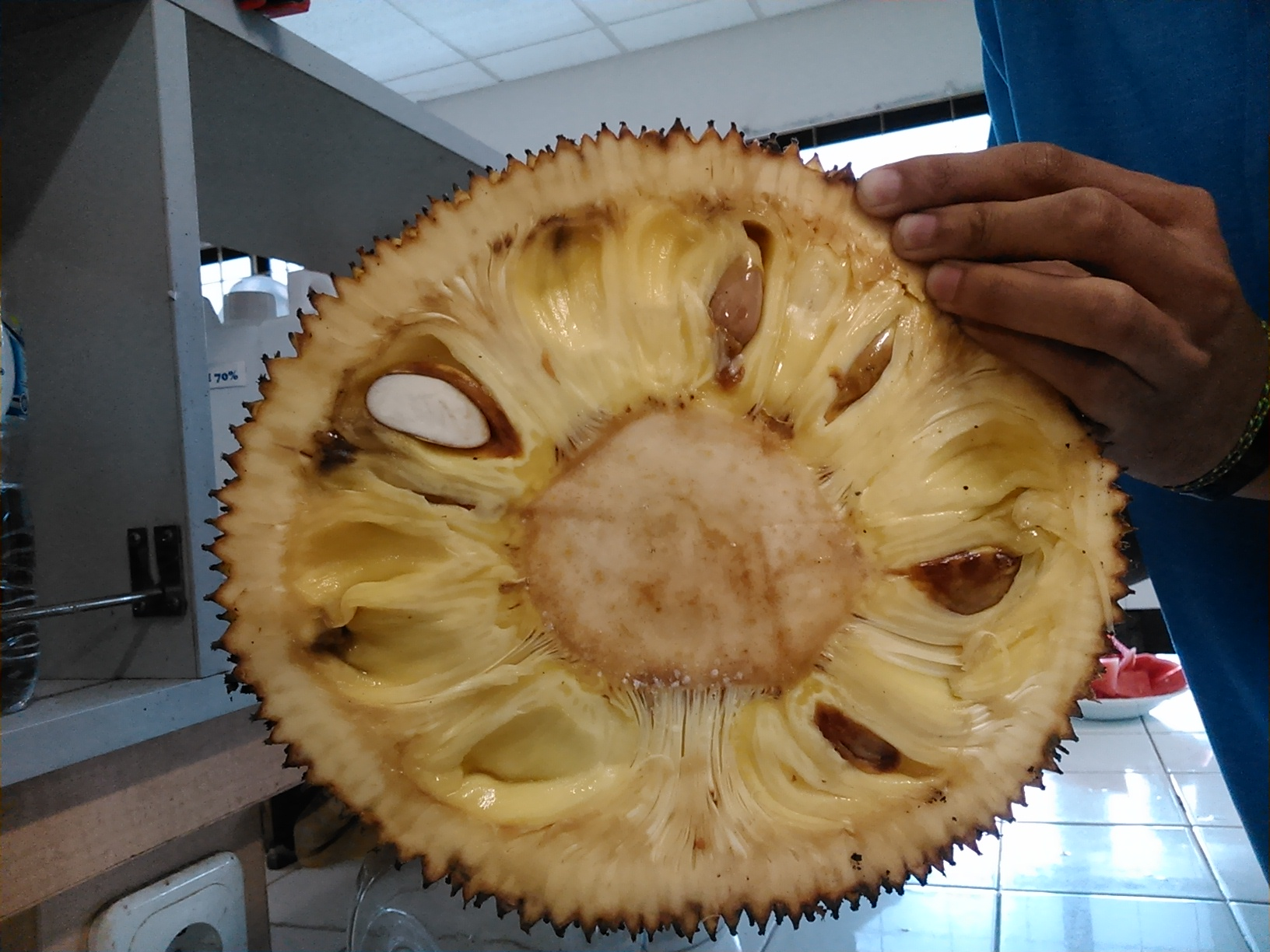
příčně rozkrojené plodenství
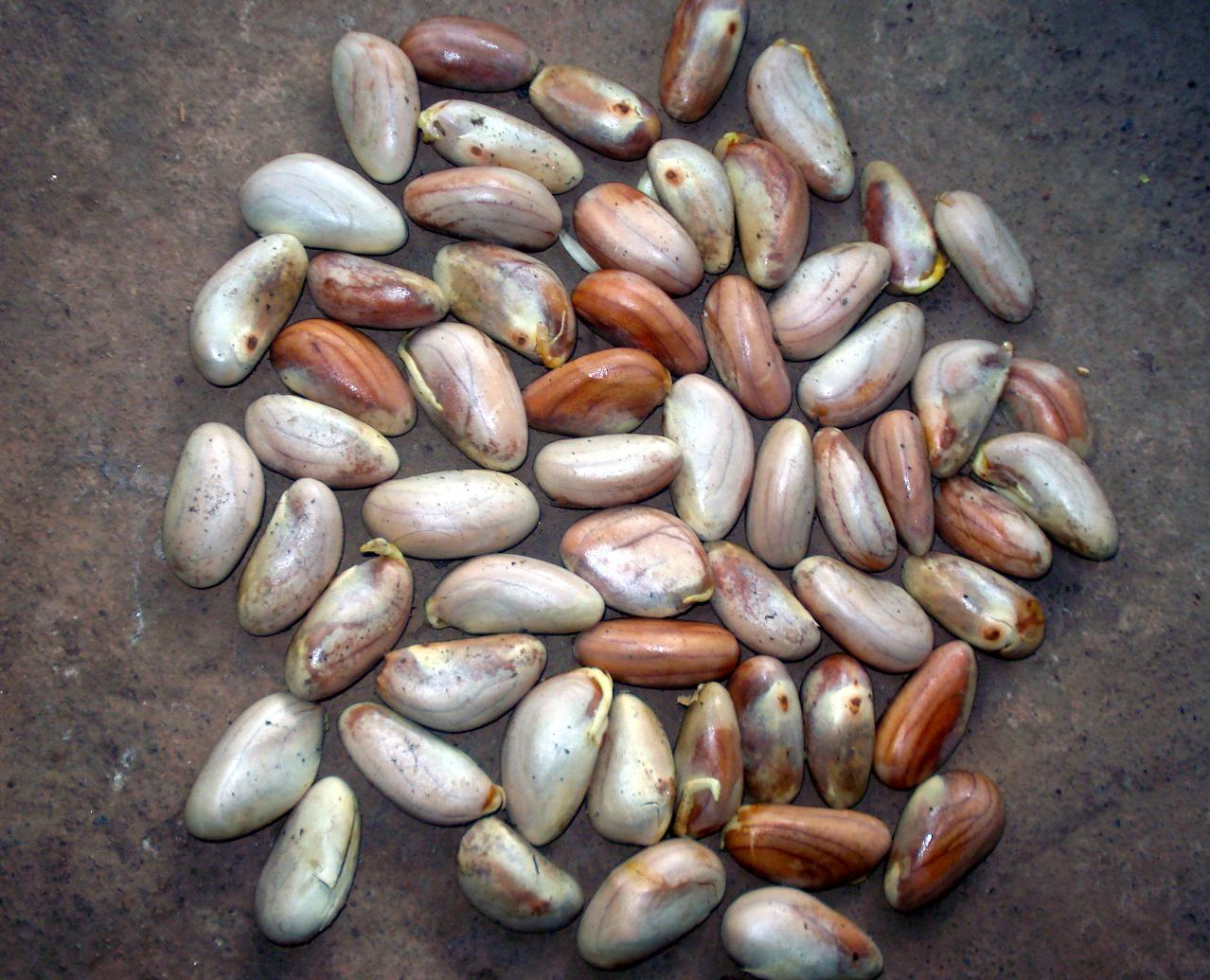
Semena
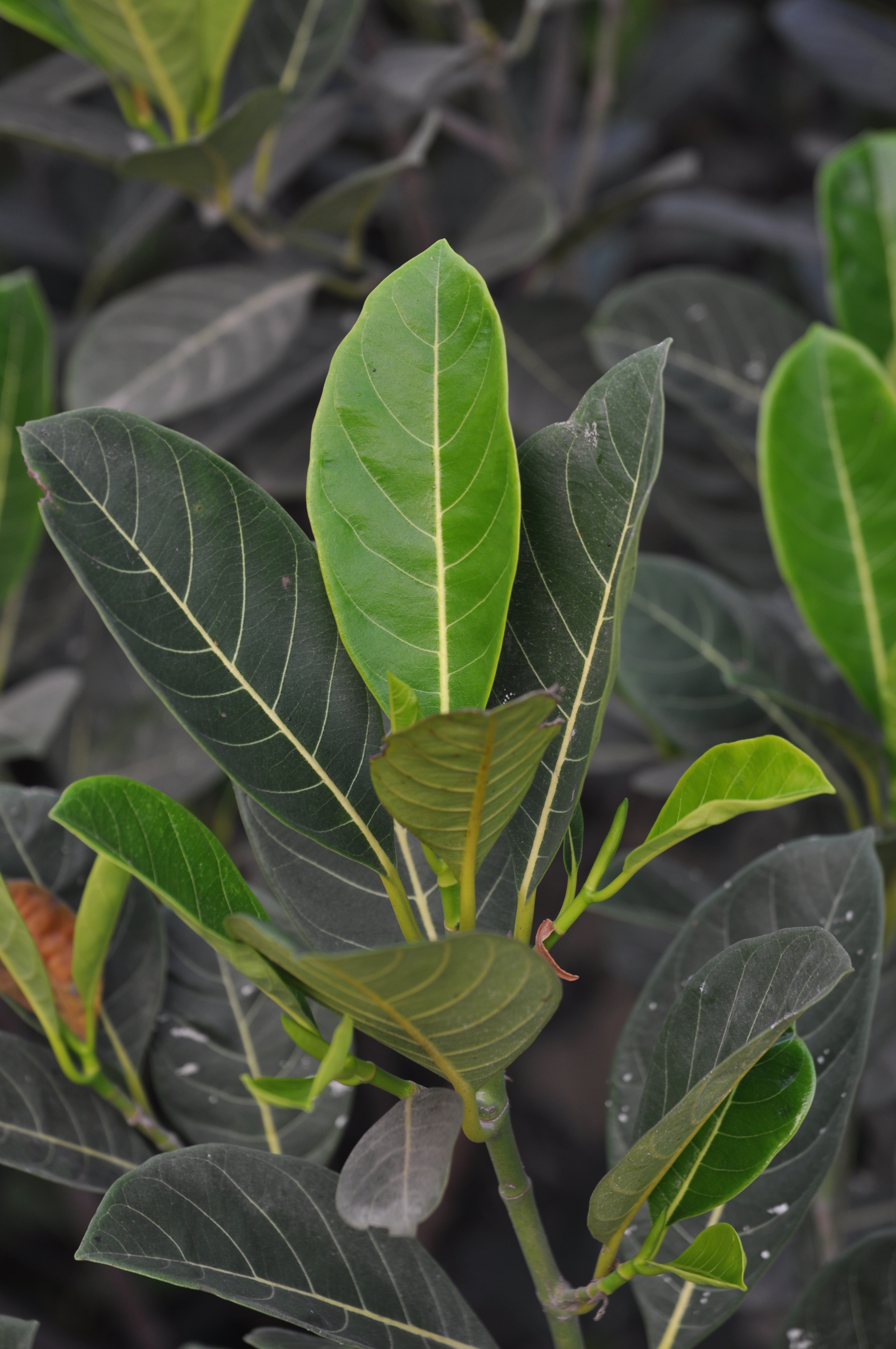
Listy
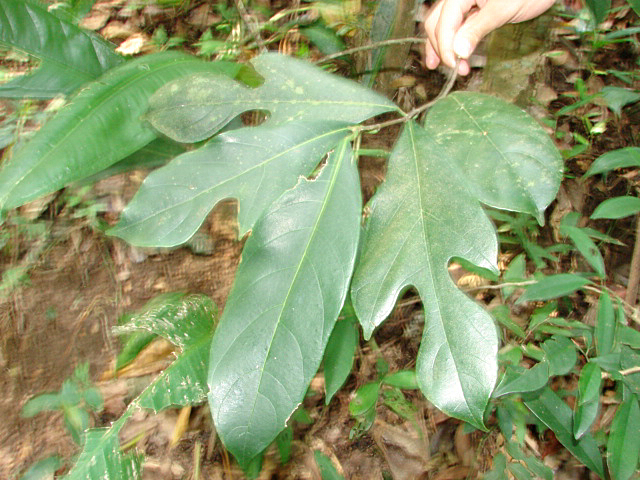
List mladého stromu